# Thule-Seminar
Das Thule-Seminar ist eine Vereinigung des „intellektuellen Rechtsextremismus“. Gründer und führender Theoretiker der Organisation ist der französische Publizist Pierre Krebs.

## Geschichte
Das Thule-Seminar („Forschungs- und Lehrgemeinschaft für die indoeuropäische Kultur e. V.“) wurde im Juli 1980 in Kassel gegründet. Als Gründungsmitglieder werden neben Krebs unter anderem Wigbert Grabert und Ehefrau Marielouise Grabert, Hans-Günther Grimm und Hans-Michael Fiedler genannt. Erster Vorsitzende wurde Pierre Krebs, der bis heute ihr Leiter ist. Im Namen nimmt es Bezug auf die völkische Thule-Gesellschaft.
Gleich mit der ersten Buchveröffentlichung des Seminars, „Das unvergängliche Erbe. Alternativen zum Prinzip der Gleichheit“, die im Grabert-Verlag erschien, konnte Wigbert Grabert 1981 Autoren wie Armin Mohler, Alain de Benoist, Guillaume Faye oder Hans Jürgen Eysenck (Vorwort) zusammenbringen. Der Einfluss des Vereins blieb jedoch gering und die Publikationen verkauften sich nur schleppend. Dies führte 1983 zur Trennung. Seitdem führte Krebs das Seminar alleine weiter.
Das Logo des Vereins besteht aus einer Tiwaz-Rune, die von einer Sowilo-Rune gekreuzt wird. Es wird auch in Kombination mit dem Zeichen der „Schwarzen Sonne“ oder vor einem stilisierten Adler verwendet.

## Ziele und Inhalte
Laut Ines Aftenberger umfasst der Verein ein ausgeprägtes Neuheidentum und propagiert eine „europäische Wiedergeburt als heidnisch-metaphysische Alternative“. Die Anknüpfung an das heidnische Erbe verdeutlicht das Erkennungszeichen, ein aus 12 Sigrunen bestehende Symbol der Schwarzen Sonne. Beeinflusst wurde das Thule-Seminar vor allem durch die Nouvelle Droite, die ein indogermanisches Heidentum propagiert. Auf die weltanschauliche Ausrichtung der deutschen Neuen Rechten erlangte das Thule-Seminar keinen größeren Einfluss, weil viele Rechtsintellektuelle sich weiterhin am Modell des christlichen Abendlandes orientieren.
Nach der Vorstellung des Seminars seien die „Arten“ Europas vor dem „Genmaterial“ von Einwanderern zu schützen. Europa könne erst „wiedergeboren“ werden, sobald diese Forderung umgesetzt sei. Ein Grundziel des Thule-Seminars ist die Zurückdrängung des Pluralismus und der „offenen Gesellschaft“: „Der Egalitarismus in seinen verschiedenen Varianten: Christentum, Judentum, Marxismus und Liberalismus ist Hauptursache für die tiefe Dekadenz der modernen Welt.“
Die von Herbert Grabert herausgegebene Zeitschrift Deutschland in Geschichte und Gegenwart war zunächst auch Mitteilungsorgan des Thule-Seminars. Das Kommunikationsorgan stellen die unregelmäßig erscheinenden Thule-Briefe dar, sowie die Zeitschrift Elemente. Das Metapo-Magazin wurde 1999/2000 gegründet und sollte ein jüngeres Publikum ansprechen. Nach vier Ausgaben wurde es wieder eingestellt.
Der Verfassungsschutz des Bundes und verschiedene Landesbehörden ordnen den Verein als rechtsextrem ein.
Der Verein versteht sich als Elite zur Modernisierung des Rechtsextremismus und Herstellung einer kulturellen Hegemonie, also der Beeinflussung der Öffentlichkeit in Richtung ihrer Weltanschauung.
Als „Gefährten“ ihrer politischen Arbeit ehrt das Thule-Seminar: Jürgen Rieger, Abelardo Linares y Muñoz, Dietrich Schuler und Dominique Venner.